# Hrvatska radiotelevizija
Hrvatska Radiotelevizija (HRT) je chorvatská rozhlasová a televizní veřejnoprávní společnost. Provozuje několik rozhlasových a televizních kanálů jak prostřednictvím domácí vysílací sítě, tak přes satelit. Chorvatská rozhlasová a televizní má tři organizační jednotky, tři sesterské společnosti – Chorvatský rozhlas (Hrvatski radio), Chorvatská televize (Hrvatska Televizija) a Hudební výroba (Glazbena Produkcija).

## Televizní stanice

### Vysílající
- HRT 1 (1956–1971? TVZ, 1971?–1990 TVZ1, 1990–1994 HTV1) – zprávy, filmy, dokumenty, soutěže
- HRT 2 (1971?–1990 TVZ2, 1990–1994 HTV2) – sport, seriály, dokumenty
- HRT 3 – kultura, dokumenty, filmy
- HRT 4 – zprávy

### Nevysílající
- HRT 3 (1988–1990 Z3, 1990–1991 HTV Z3, 1994–2004 HRT3 (HTV3)) – sport, seriály
- HRT HD (2007–2011) – vysílání v HD

## Rozhlasové stanice

### Celoplošné
- HR 1 – zprávy, kulturní a náboženské pořady
- HR 2 – zábavní a hudební pořady, zprávy v cizích jazycích( o prázdninách ), sport
- HR 3 – vážná hudba,kulturní pořady

### Regionální
- HR Sljeme – stanice vysílající v Záhřebu a okolí
- HR Rijeka – stanice vysílající v Rijece a okolí, zprávy v italštině
- HR Pula – stanice vysílající v Pule a okolí
- HR Osijek – stanice vysílající v Osijeku a okolí, vysílání v maďarštině
- HR Knin – stanice vysílající v Kninu a okolí
- HR Zadar – stanice vysílající v Zadaru a okolí
- HR Split – stanice vysílající ve Splitu a okolí
- HR Dubrovnik – stanice vysílající v Dubrovniku a okolí

## Vysílání do zahraničí
- Slika Hrvatske (1995–2006 HRT Satelitski program) – vysílání přes satelit do zahraničí
- Glas Hrvatske (Voice of Croatia) – stanice pro Chorvaty v zahraničí, zprávy v angličtině, španělštině a němčině a vysílání v italštině a maďarštině z reg. rádií, většinou vysilání HR1 včetně zpráv